# Odrodzenie Komunistyczne (San Marino)
Odrodzenie Komunistyczne (włoski Rifondazione Comunista Sammarinese, RCS) – partia polityczna z San Marino reprezentująca ideologię komunistyczną.
Partia została założona w 1992 roku przez członków Partito Comunista Sammarinese którzy nie zgodzili się na decyzję kierownictwa partii o przekształceniu ugrupowania na socjalistyczne (Partito Progressista Democratico Sammarinese).
Partia razem z Partito della Sinistra – Zona Franca tworzy koalicję Zjednoczona Lewica.
W ostatnich wyborach koalicja uzyskała 8.57 procent poparcia, stanowi obecnie opozycję względem prawicowego rządu.
Partia jest członkiem Europejskiej Partii Lewicy.